# Arje Szeftel
Arje Szeftel (hebr.: אריה שפטל, ang.: Aryeh Sheftel, ur. 1905 w Wilnie, zm. 28 września 1980) – izraelski polityk, w latach 1949–1951 poseł do Knesetu z listy Mapai.
W wyborach parlamentarnych w 1949 po raz pierwszy i jedyny dostał się do izraelskiego parlamentu. 12 lutego 1951 mandat po nim przejął Jisra’el Jeszajahu. Kilkukrotnie był burmistrzem Riszon le-Cijjon.